# Eranina esquinas
Eranina esquinas är en skalbaggsart som beskrevs av Maria Helena M. Galileo och Martins 2008. Eranina esquinas ingår i släktet Eranina och familjen långhorningar.
Artens utbredningsområde är Costa Rica. Inga underarter finns listade i Catalogue of Life.